# L'Homme d'argile
Pour plus de détails, voir Fiche technique et Distribution.
L'Homme d'argile est un film français réalisé par Anaïs Tellenne et sorti en 2023.

## Synopsis
Raphaël n’a qu’un œil. Il est le gardien d’un manoir dans lequel plus personne ne vit. À presque 60 ans, il habite avec sa mère un petit pavillon situé à l’entrée du grand domaine bourgeois. Entre la chasse aux taupes, la cornemuse et les tours dans la Kangoo de la postière, les jours se suivent et se ressemblent. Par une nuit d’orage, Garance, l’héritière, revient dans la demeure familiale. Rien ne sera plus jamais pareil.

## Fiche technique
- Titre : L'Homme d'argile
- Réalisation et scénario : Anaïs Tellenne
- Costumes : Nathalie Raoul et Véronique Trémoureux
- Photographie : Pierre W. Mazoyer
- Montage : Héloïse Pelloquet
- Musique : Amaury Chabauty
- Sociétés de production : Koro Films - Vagabonds Films - Umedia
- Pays de production :  France
- Langue originale : français
- Format : couleur
- Genre : Drame et Romance
- Durée : 94 minutes
- Dates de sortie : 
  - France : octobre 2023 (Festival international du film de Saint-Jean-de-Luz) ; 24 janvier 2024 (sortie nationale)

## Distribution
- Raphaël Thiéry :  Raphaël
- Emmanuelle Devos : Garance Chaptel
- Marie-Christine Orry :  Samia (la factrice)
- Mireille Pitot :  Lucienne
- Alexis Louis Lucas :  Patrice
- Vincent Thomas : Le médecin
- Cesare Capitani : Sylvio
- Zoran Boukherma : Le photographe
- Ludovic Boukherma : Le journaliste
- Natasha Cashman : La guide

## Distinctions

### Récompenses
- Prix du Syndicat français de la critique de cinéma et des films de télévision : Film singulier francophone
- My French Film Festival : Grand Prix du Jury international
- Festival international du film de Busan : Audience Award (Flash Forward)
- Festival international du film de Saint-Jean-de-Luz
  - Prix du Jury Jeunes "Porosus"
  - Mention Spéciale du Jury Grand Prix
- Festival international du film francophone de Tübingen : Prix du Public
- Pune International Film Festival : Prix de la meilleure réalisation
- Buenos Aires International Festival of Independent Cinema : Prix Spécial du Jury
- Midnight Sun Film Festival : Prix du Public
- Festival Cine por Mujeres : Mention spéciale du jury
- Festival Jean-Carmet[1] :
  - Prix du Jury meilleur second rôle féminin : Mireille Pitot
  - Meilleure distribution artistique : Christophe Gomez

### Sélections
- Mostra de Venise 2023[2] : Orizzonti Extra
- Festival international du film de La Roche-sur-Yon
- Jio Mami International Movie Film Festival